# Kamendaka australis
Kamendaka australis är en insektsart som beskrevs av Frederick Arthur Godfrey Muir 1913. Kamendaka australis ingår i släktet Kamendaka och familjen Derbidae. Inga underarter finns listade i Catalogue of Life.